# Difusió facilitada

Difusió facilitada a través d'una membrana cel·lular,canals d'ions d'emissió i proteïnes de transport.

La difusió facilitada (o transport facilitat) és un procés de difusió, una forma de transport passiu facilitada per proteïnes canal o transportadores. La difusió facilitada pot ocórrer a través de membranes biològiques o a través de compartiments aquosos d'un organisme.
Les molècules polars i ions carregats es dissolen en aigua però no es poden difondre lliurement a través de membranes cel·lulars a causa de la naturalesa hidròfoba dels lípids que constitueixen la bicapa lipídica. De molècules no polars només n'hi ha de petites, com l'oxigen que es pot difondre fàcilment a través de la membrana. Totes les molècules polars són transportades a través de les membranes per les proteïnes transmembranoses. Aquests canals es poden obrir i tancar, així regulen el flux d'ions o molècules polars petites. Les molècules més grans són transportades per proteïnes de transport de membrana.
Les molècules no polars, com el retinol o els àcids grassos són solubles en aigua. Són transportats a través de compartiments aquosos de les cèl·lules o a través d'espai extracel·lular per transport soluble d'aigua com retinol que lliga proteïna.